# Igor Dodon
Pour les articles homonymes, voir Dodon (homonymie).
Igor Dodon, né le 18 février 1975 à Sadova (en), est un homme d'État moldave. Président du Parti des socialistes de la république de Moldavie (PSRM), il est président de la république du 23 décembre 2016 au 24 décembre 2020.

## Formation
Né le 18 février 1975 à Sadova, Igor Nicolaïevitch Dodon étudie l'économie à l'université agricole d'État de Moldavie, puis obtient un doctorat de l'Académie moldave des sciences économiques en 1998, travaille à la bourse de Moldavie et enseigne, un temps, l'économie à l'université internationale libre de Moldavie. Ce doctorat lui est contesté par les professeurs Mihaela Gradu et Ioan Popa de l'académie d'études économiques de Bucarest qui l'accusent d'avoir plagié leurs ouvrages, respectivement Transactions boursières, paru en 1997, et La Bourse, paru en 1993.

## Parcours politique

### Ministre de l'Économie
Membre du Parti des communistes de la république de Moldavie, il est ministre de l'Économie de 2006 à 2009 dans le gouvernement de Zinaida Greceanîi. De 2008 à 2009, il est en outre premier vice-Premier ministre.

### Scission du PCRM
En 2011, après son échec à l'élection municipale de Chișinău, il met en œuvre la scission consentie du PCRM en deux groupes d'importance égale : l'un reste communiste sous la présidence de Vladimir Voronin, l'autre adhère au Parti des socialistes de la république de Moldavie, dont les effectifs grossissent alors considérablement et dont Dodon devient le président. Depuis, les deux partis sont étroitement coalisés et ont les mêmes positions pro-russes. Favorable à un renforcement de l'union douanière avec la Russie, le PSRM ainsi transformé arrive en tête des élections législatives du 30 novembre 2014. C'est toutefois la coalition pro-européenne sortante qui détient le plus grand nombre de sièges.
Entre 2012 et 2014, Igor Dodon organise périodiquement des manifestations dans la capitale pour exiger la démission du maire Dorin Chirtoacă, l'arrêt des privatisations et un référendum sur ce sujet,.

### Élection présidentielle de 2016
Le programme politique d'Igor Dodon comprend des mesures pro-russes comme la dénonciation immédiate de l'accord d'association entre la Moldavie et l'Union européenne, l'adhésion de la Moldavie à l'union douanière Russie-Biélorussie-Kazakhstan, le maintien de la 14e armée russe en Transnistrie et la fédéralisation accrue de la République, revenant à reconnaître juridiquement la non-intégration de la Transnistrie et de la Gagaouzie dans la souveraineté de la Moldavie. Dans cette logique, il félicite le président russe Vladimir Poutine d'avoir su « exalter le patriotisme des Russes, tandis qu'en Moldavie les leaders moldaves dont Maia Sandu est un exemple, ont tout fait pour saboter le patriotisme moldave au profit du roumain ou d'un cosmopolitisme européen ».
Igor Dodon est élu le 13 novembre 2016 président de la Moldavie avec 52,29 % des voix face à la candidate pro-européenne Maia Sandu du Parti action et solidarité.

### Président de la République

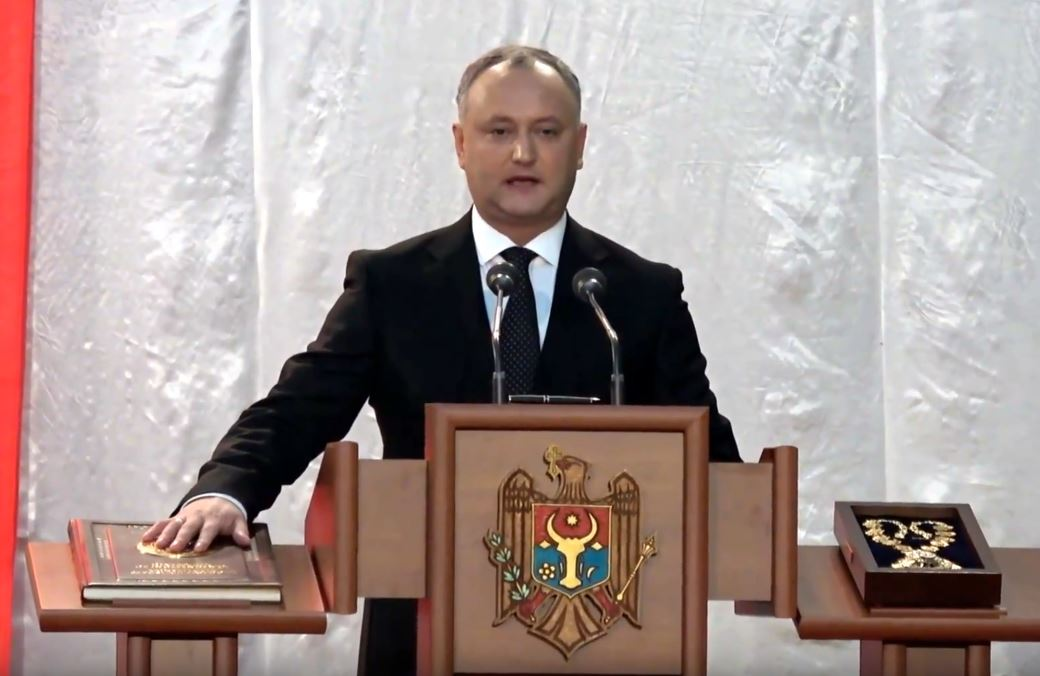
Igor Dodon prêtant serment durant son investiture.

Igor Dodon est considéré comme un homme politique pro-russe et favorable à la fédéralisation de la Moldavie, ce qui est conforme aux vues du vice-Premier ministre russe Dmitri Kozak et à son mémorandum Kozak de 2003,.
En janvier 2017, il déclare que la Moldavie ne reconnaîtrait pas officiellement la Crimée comme étant russe, soulignant que « nous devons nouer des amitiés avec l'Ukraine, nous devons résoudre le problème Transnistrien ». En septembre de la même année, l'ambassadeur d'Ukraine en Moldavie Ivan Hnatyshyn a déclaré qu'il ne s'attendait pas à une visite à Kiev par Dodon parce qu'il « ne respecte pas l'intégrité territoriale de mon pays ».
Tout au long de sa présidence, Igor Dodon n'a jamais entrepris de visite officielle en Roumanie. En mars, il annonce qu'il considérait les Roumains qui soutiennent l'unification de la Roumanie et de la Moldavie comme « l'ennemi numéro un » du pays, allant plus loin dans une interview à Radio Free Europe en affirmant que le gouvernement de Bucarest soutenait toute tentative d'union,.

#### Crises politiques et suspensions
Il prend ses fonctions le 23 décembre 2016.

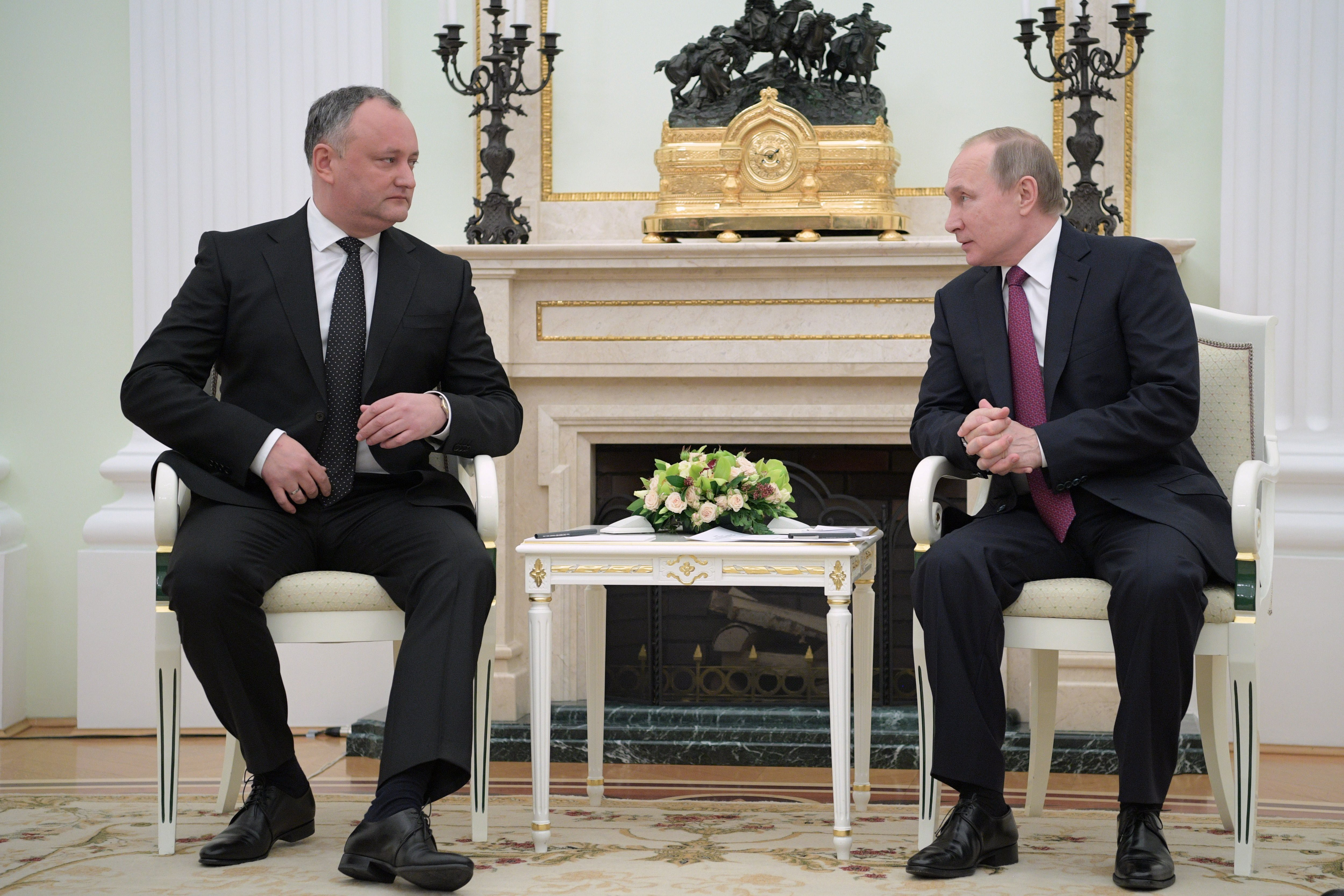
Vladimir Poutine et Igor Dodon en 2017.

Le 24 octobre 2017, il est suspendu temporairement de ses fonctions par la Cour constitutionnelle pour avoir refusé de signer le décret de nomination du ministre de la Défense. Le 2 janvier 2018, la Cour constitutionnelle le suspend de nouveau temporairement de ses fonctions, justifiant sa décision par le refus de celui-ci de valider la nomination de plusieurs ministres. Il retrouve l'exercice de ses fonctions le 10 janvier[réf. nécessaire].
Le 24 septembre 2018, il est de nouveau suspendu pour les mêmes raisons.

#### Crise constitutionnelle de 2019

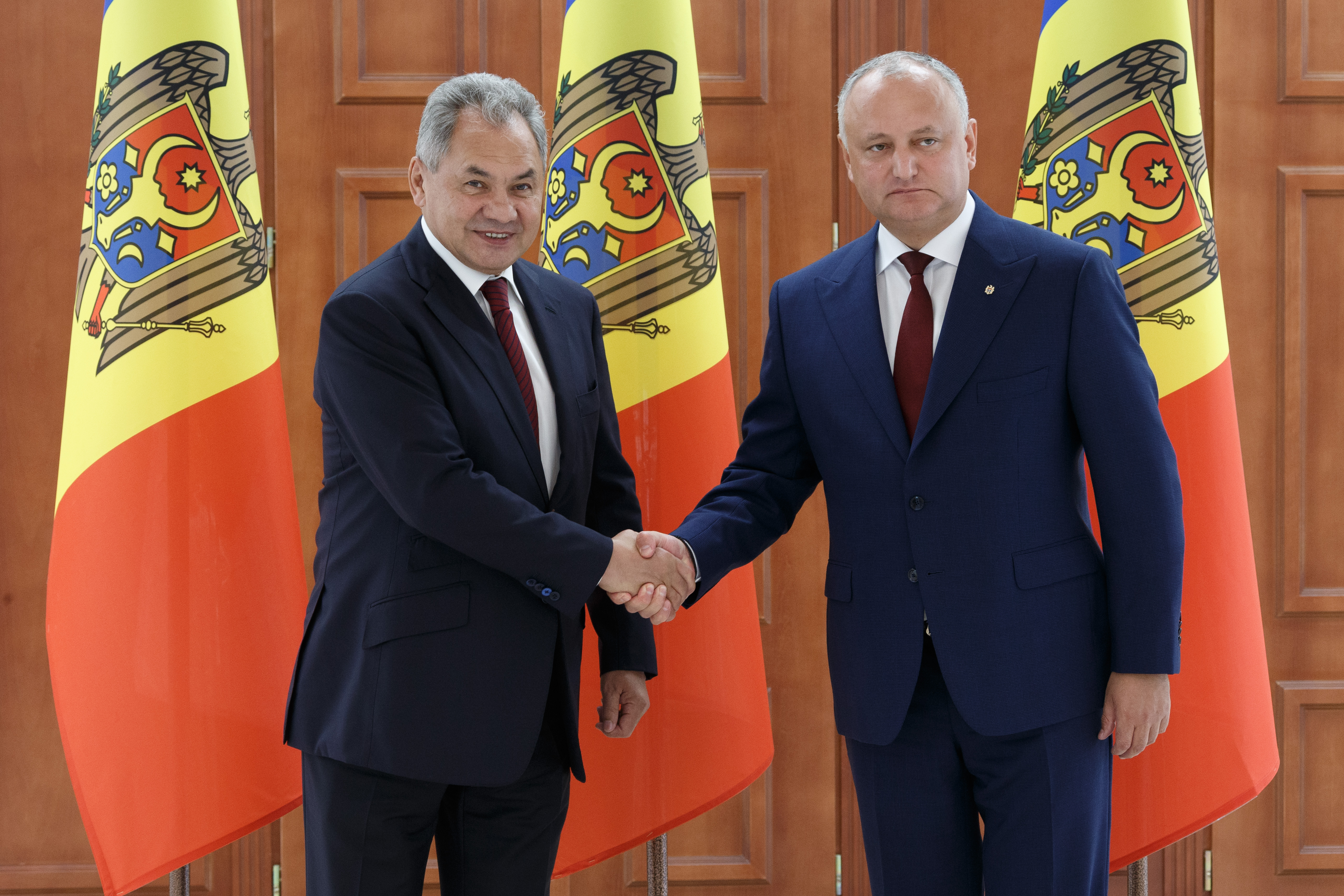
Dodon et Sergueï Choïgou en août 2019.

Enfin, le 9 juin 2019, il est une nouvelle fois suspendu par la Cour constitutionnelle au motif de ne pas avoir dissous le Parlement comme elle lui avait demandé dans un précédent arrêt. Il est remplacé à titre transitoire par l'ancien Premier ministre Pavel Filip — rétabli de facto dans ses fonctions après l'annulation de la désignation de Maia Sandu le 8 juin par le même Conseil constitutionnel — pour qu'il prononce la dissolution du Parlement. Le 11 juin, le président Dodon annule la dissolution du Parlement. Le 14 juin, Filip annonce la démission du gouvernement mais continue de réclamer des législatives anticipées.

#### Défaite à l'élection présidentielle de 2020

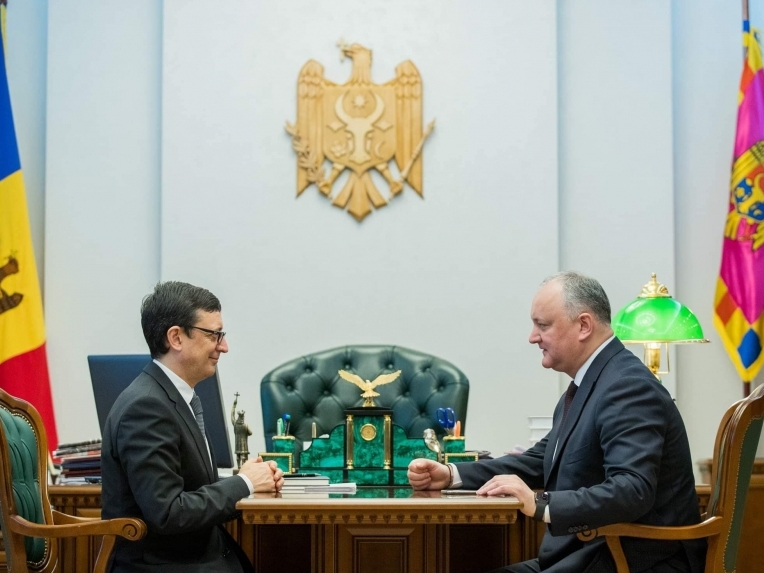
Dodon avec le gouverneur de la Banque nationale de Moldavie, Octavian Armașu, 19 février 2020

Candidat à un second mandat lors de l'élection présidentielle de 2020, il affronte à nouveau Maia Sandu. Il est battu au second tour, le 15 novembre, cette dernière recueillant plus de 57 % des suffrages exprimés, grâce notamment au vote massif en sa faveur des Moldaves résidant à l’étranger. L'issue du scrutin est perçu comme une baisse de l'influence russe dans le pays, à laquelle s’ajoute la réputation d'« incorruptible » de la candidate pro-européenne, dont la probité personnelle fait l'objet d'un « quasi-consensus », alors que le président sortant est visé par de multiples accusations de corruption,.

## Après la présidence
En mai 2021, il a formé, aux côtés de l'ancien président Vladimir Voronin, une alliance électorale connue sous le nom de Bloc électoral des communistes et socialistes, qui participera aux élections législatives moldaves de 2021. L'annonce a été une surprise car Dodon et Voronin se sont mutuellement accusés de trahison et de corruption politique.

## Controverses
En novembre 2014, l'homme politique socialiste d'origine russe Valentin Crîlov accuse Igor Dodon d'être un « instrument de scénarios qui provoqueraient un bain de sang en Moldavie », et a qualifié le Parti des socialistes d'« être au service d'un autre pays » à savoir, la Russie. Il a également accusé le parti de devenir une menace pour « la stabilité, la paix et l'existence même » de la république de Moldavie et sa base extraordinairement importante de ressources financières - dont l'origine porte « un doute raisonnable ».

### Proposition de changement de drapeau

Projet de drapeau proposé pour la Moldavie par Igor Dodon et le Parti communiste.

Le 29 mars 2012, Igor Dodon propose de changer le drapeau de la Moldavie adopté lors de l'indépendance du pays en 1991, qu'il juge trop semblable à celui de la Roumanie voisine, par un nouveau drapeau, symbolisant ce qu'il appelle la « nationalité moldave, différente de la roumaine même si on parle la même langue, car une nation est une construction volontaire qui ne dépend pas de la langue, et nous, nous voulons construire notre propre nation ». À cela ses adversaires (y compris dans son propre parti) répliquent que si cette position était une question de principe, elle devrait s'appliquer à tous les citoyens du pays sans distinction, quelles que soient leurs langues et histoires, or elle ne s'applique qu'aux roumanophones tandis que les Russes, les Ukrainiens et tous les autres sont, pour leur part, libres de se considérer membres de leurs communautés linguistiques respectives, par-delà les frontières de la République,.

### Position sur la Crimée
En octobre 2016, lors de la campagne pour l'élection présidentielle, Igor Dodon affirmait que la Crimée, objet d'un différend territorial entre la Russie et l'Ukraine, « est un territoire de la fédération de Russie ».

### Accusations de trahison et de corruption
Le 24 mai 2022, Dodon est arrêté par les autorités moldaves pour corruption et trahison, son domicile est également perquisitionné,. Il est ensuite assigné à résidence pendant 30 jours. On découvre qu'il avait un billet d'avion pour quitter la Moldavie le 26 mai, ce qui a soulevé des soupçons sur ses actions. Dodon accusa, par la suite, Maia Sandu d'avoir politisé les affaires judiciaires contre lui. Le vice-ministre russe des Affaires étrangères Andrei Rudenko a déclaré que la Russie garantirait les droits de Dodon et que toute poursuite respecterait le droit international. Il est libéré de l'assignation à résidence le 19 novembre 2022.

## Autres activités
Igor Dodon est président de la Fédération d'échecs de Moldavie à partir de 2011.